# La Campiña (Piura)
La Campiña es un pueblo peruano ubicado en el distrito de Catacaos, perteneciente a la provincia y departamento de Piura, al norte del Perú. 

## Ubicación
La Campiña se ubica al oeste de la provincia de Piura, en el distrito de Catacaos, en el departamento de Piura.

## Demografía
En 2017 La Campiña tenía una población de 1404 habitantes.
| Gráfica de evolución demográfica de La Campiña entre 1993 y 2017 |
|                                                                  |
| Fuentes: Población 1993 y 2017                                   |